# Taijo Teniste
Taijo Teniste (* 31. Januar 1988 in Tartu) ist ein estnischer Fußballspieler. Der Rechtsverteidiger spielte 99 Mal in der Nationalmannschaft.

## Vereinskarriere
Seine erste Station war sein Heimatverein SK-10 Premium Tartu, für den er in 17 Spielen 16 Mal treffen konnte. Aufgrund dieser Leistung wurde vom estnischen Spitzenklub FC Levadia Tallinn wechselte, wo er Stammspieler wurde. In der ersten Saison kam er sowohl in der ersten als auch in der zweiten Mannschaft des Klubs zum Einsatz und erzielte seine ersten Treffer in der Meistriliiga. Im Jahr 2006 spielte er vor allem für die Reserve, bevor er 2007 den Weg zum Stammspieler in der ersten Mannschaft schaffte. Seitdem kommt er dort regelmäßig zum Einsatz.
Im September 2011 wechselte Teniste zunächst auf Leihbasis bis Saisonende an den norwegischen Aufsteiger Sogndal Fotball. Am Ende der Saison zog Sogndal die zuvor ausgehandelte Kaufoption mit Levadia und Teniste unterschrieb beim Klub aus der Stadt Sogndalsfjøra einen Vertrag bis Dezember 2013. Sein Vertrag wurde anschließend bis 2015 und daraufhin bis 2017 verlängert. Teniste erzielte sein erstes Tor für Sogndal am 26. November 2017 in einem 5:2-Heimsieg gegen Vålerenga im letzten Spiel der Saison 2017.
Am 14. August 2017 wurde bekannt gegeben, dass Teniste einen Dreijahresvertrag bei Brann Bergen unterschrieben hat.
Mit Ablauf des Vertrages bei Brann Bergen im Dezember 2020 hat Teniste einen Vertrag bei JK Tammeka Tartu unterschrieben, der seit Januar 2021 besteht.

## Nationalmannschaft
Teniste durchlief zunächst mehrere Jugendnationalmannschaften seines Landes und gab schließlich am 9. November 2007 sein Debüt in der A-Nationalmannschaft bei der 0:2-Niederlage gegen Saudi-Arabien. Bisher hat er für Estland 99 Länderspiele bestritten. Sein einziges Länderspieltor erzielte er am 26. September 2022 beim 4:0-Auswärtssieg gegen San Marino. In der Liste der estnischen Rekordnationalspieler belegt er den 15. Platz.

## Erfolge
- Estnischer Meister 2006, 2007, 2008, 2009,
- Estnischer Pokalsieger 2005, 2007, 2010
- Estnischer Supercupsieger 2010